# Toolchain
Indenfor software er en toolchain en mængde af udviklingsværktøjer som anvendes til at skabe et produkt – f.eks. applikationer, styresystemer, software til indlejrede systemer – og toolchain'en selv. Værktøjerne kan anvendes i en kæde, sådan at output fra hver af værktøjerne bliver input for det næste, men termen anvendes bredt til at henføre til enhver mængde af kædede udviklingsværktøjer.
En simpel software udviklings toolchain består af en teksteditor til at redigere kildekode, en compiler og linker til at transformere kildekoden til et udførbart program, programbiblioteker til at yde grænseflader til styresystemet, og en debugger. Et komplekst produkt såsom et videospil behøver værktøjer til lydeffekter, musik, tekstur, 3-dimensionel modeller, animationer og yderligere værktøjer til at kombinere disse resurser til det færdige produkt.